# 862 (číslo)
Osm set šedesát dva je přirozené číslo, které následuje po čísle osm set šedesát jedna a předchází číslu osm set šedesát tři. Římskými číslicemi se zapisuje DCCCLXII.

## Matematika
862 je:
- Poloprvočíslo
- Deficientní číslo
- Nešťastné číslo
- Nepříznivé číslo

## Astronomie
- (862) Franzia je planetka hlavního pásu, kterou objevil v roce 1917 Max Wolf

## Roky
- 862
- 862 př. n. l.